# Pittakall
Pittakall ist der erste synthetisch hergestellte Farbstoff. Er wurde 1832 durch Zufall vom deutschen Chemiker Karl von Reichenbach entdeckt, der auch als der Entdecker von Kerosin, Phenol, Eupion, Paraffinwachs und Kreosot gilt.

## Entdeckung
In den 1830er Jahren beschäftigte sich Karl Reichenbach mit der Erforschung der Komponenten des Buchenteers. Reichenbach war zusammen mit Hugo Karl Eduard zu Salm-Reifferscheidt Mitinhaber von Hüttenwerken in Blansko in Mähren.
Mit dem in den dortigen Kohlenmeilern anfallenden Kreosot, das eine Reihe von polycyclischen aromatischen Kohlenwasserstoffen, einfache Aromaten sowie Teersäuren, Teerbasen und weitere Inhaltsstoffe enthält, strich Reichenbach den Holzzaun um sein Grundstück, in der Hoffnung, dass der penetrante Geruch Hunde vom Urinieren am Zaun abhalten würde. Doch der Anstrich hielt die Hunde nicht fern; ihr Urin reagierte mit dem Kreosot auf dem Holz zu einem blauen Farbstoff. Diesen nannte Reichenbach Pittakall, von den griechischen Wörtern πίττα (pítta, „Pech“, „Harz“) und κάλλος (kállos, „Schönheit“). Später gelang ihm die Darstellung von reinem Pittakall als blauer Feststoff durch die Umsetzung von Buchenpech mit Bariumoxid. Pittakall ist unlöslich in Wasser, Ethanol und Diethylether, aber löslich in Säuren. Der reine Stoff besteht aus orangen Nadeln, die sich im Alkalischen blau lösen. Pittakall wurde als blauer Textilfarbstoff verwendet, der sich auf mit Aluminiumoxid gebeizten Textilien abscheiden lässt. Der blaue Farbstoff ist licht- und wasserbeständig.
Die Oxidation von Pittakall liefert Eupittonsäure, eine gelbe, kristalline Substanz. Der kommerzielle Erfolg des Pittakalls war jedoch gering.

## Strukturaufklärung
Die Konstitutionsaufklärung von Pittakall erfolgte 1878 durch August Wilhelm von Hofmann. Hofmann konnte zeigen, dass sich durch Umsetzung von 2,6-Dimethoxyphenol (Pyrogallussäuredimethylether) 1 mit 4-Methyl-2,6-dimethoxybenzol (Methylpyrogallussäuredimethylether) 2 die Eupittonsäure 3 bildet. Diese Umsetzung ist analog der Darstellung von Parafuchsin aus Anilin und p-Toluidin. Die Umsetzung der Eupittonsäure mit Ammoniak ergibt den blauen Farbstoff Pittakall 4:
Synthese von Pittakall (Hexamethoxyparafuchsin)